# Polymorphus phippsi
Polymorphus phippsi är en hakmaskart som beskrevs av Kostylev 1922. Polymorphus phippsi ingår i släktet Polymorphus och familjen Polymorphidae. Inga underarter finns listade i Catalogue of Life.